# Yvan Ylieff
Yvan E.A. Ylieff (* 8. März 1941 in Verviers, Provinz Lüttich) ist ein ehemaliger belgischer Politiker der Belgischen Sozialistische Partei (BSP) sowie zuletzt der Parti Socialiste (PS), der unter anderem Minister in mehreren Regierungen der Premierminister Wilfried Martens, Jean-Luc Dehaene und Guy Verhofstadt war. 1977–2018 war er Bürgermeister der in der Provinz Lüttich gelegenen Kleinstadt Dison.

## Leben

### Lehrer, Bürgermeister und Abgeordneter
Ylieff absolvierte nach dem Schulbesuch ein Studium der Philosophie und Literaturwissenschaft an der Universität Lüttich und war nach dem Abschluss mit einem Lizenziat in den 1960er Jahren als Lehrer in seiner Geburtsstadt Verviers tätig. Anschließend war er von 1968 bis 1973 erst Mitarbeiter der Unterrichtsminister Abel Dubois und Léon Hurez sowie anschließend zwischen 1973 und 1974 Berater von Premierminister Edmond Leburton.
Zwischenzeitlich begann er Anfang der 1970er Jahre seine eigene politische Laufbahn in der Kommunalpolitik und wurde 1971 Mitglied des Gemeinderates sowie Erster Schöffe (Beigeordneter) von Andrimont, ehe er 1973 Bürgermeister von Andrimont wurde.
Am 10. März 1974 wurde Ylieff als Kandidat der Belgischen Sozialistischen Partei erstmals zum Mitglied der Abgeordnetenkammer von Belgien gewählt und vertrat dort bis zum 12. April 1974 das Arrondissement Verviers.
Nach der Zusammenlegung von Andrimont mit Dison bei der Gemeindereform 1976 wurde er 1977 erster Bürgermeister von Dison und bekleidet dieses Amt seitdem.

### Föderaler Minister und Regierungskommissar sowie Minister der Französischen Gemeinschaft
Am 9. Mai 1988 wurde Ylieff von Premierminister Wilfried Martens in dessen achte Regierung berufen und bekleidete in dieser bis zur Auflösung des Ministeriums am 16. Januar 1989 das Amt des Ministers für nationales Unterrichtswesen. Er war damit der letzte Unterrichtsminister Belgiens.
Danach wurde er 1989 von Ministerpräsident Valmy Feaux in die Regierung der Französischen Gemeinschaft Belgiens berufen und bekleidete dort bis zum Ende der Amtszeit von Feaux am 7. Januar 1992 das Amt des Minister für Unterricht und wissenschaftliche Forschung.
Am 23. Juni 1995 ernannte ihn Premierminister Jean-Luc Dehaene zum Minister für Wissenschaftspolitik in dessen zweiter Regierung und übte dieses Amt bis zum Ende von Dehaenes Amtszeit am 12. Juli 1999 aus.
Im Anschluss wechselte Ylieff abermals in die Regierung der Französischen Gemeinschaft und bekleidete im Kabinett von Ministerpräsident Hervé Hasquin das Amt des Minister für öffentliche Arbeiten und soziale Förderung.
Daraufhin wurde er am 8. April 2000 von Premierminister Guy Verhofstadt in dessen erster Regierung zum Regierungskommissar berufen und war als solcher dem Minister für wissenschaftliche Forschung beigeordnet. Im Rahmen einer Kabinettsumbildung wurde er am 5. April 2003 von Premierminister Verhofstadt zum Minister ohne Geschäftsbereich ernannt und blieb auch als solcher dem Minister für wissenschaftliche Forschung Charles Picqué beigeordnet. Dieses Amt übte er bis zum Ende von Verhofstadts Amtszeit am 12. Juli 2003 aus.
Ylieff, der zeitweilig auch Vorsitzender der Fraktion der Parti Socialiste im Rat der Wallonischen Region war, wurde für seine politischen Verdienste mit dem Offizierskreuz des Leopoldsordens sowie der Bürgerlichen Medaille Erster Klasse ausgezeichnet.